# Палаоро, Сандро
Са́ндро Лу́ис Палао́ро (порт. Sandro Pallaoro) (1956, Пату-Бранку, штат Парана, Бразилия — 28 ноября 2016, Серро-Гордо, Ла-Уньон, Антьокия, Колумбия) — бразильский предприниматель и спортивный функционер. В 2010—2016 годах был президентом ФК «Шапекоэнсе». В молодости профессионально занимался мини-футболом.
Погиб в авиакатастрофе BAe 146 под Медельином.

## Биография
Сандро Палаоро — уроженец города Пату-Бранку штата Парана. В 14 лет начал работать в семейном бизнесе. В 1990 году в составе местной команды «Гремио Индустриал Патубранкенсе» стал чемпионом любительского первенства штата Парана по мини-футболу. В 1994 году переехал в Шапеко (штат Санта-Катарина). Впоследствии занялся агробизнесом, в 2009 году организовал собственную компанию по торговле фруктами Pallaoro Distribuidora de Frutas Ltda.
В 2000-е годы стал спортивным функционером и в итоге в ноябре 2010 года был избран на пост президента «Шапекоэнсе». В 2012 году «Шапе» занял третье место в Серии C, а в следующем году — второе место в Серии B, завоевав право на возвращение в элиту бразильского футбола. При Палаоро команда дважды становилась чемпионом своего штата — в 2011 и 2016 годах, а в 2015 году дебютировала на международной арене, приняв участие в розыгрыше Южноамериканского кубка. Также в 2016 году «Шапекоэнсе» сумел впервые в своей истории выйти в финал Южноамериканского кубка.
Палаоро был одним из главных кандидатов на место президента Федерации футбола штата Санта-Катарина, которую более 30 лет возглавлял Делфин Пейшото Фильо, планировавший сосредоточиться на общебразильской футбольной арене, став в 2015 году первым вице-президентом Бразильской конфедерации футбола. Выборы президента должны были пройти в 2019 году. На момент прихода Палаоро в «Шапекоэнсе» в 2009 году бюджет клуба составлял 1,5 млн реалов, в 2016 году — 40 млн реалов.
28 ноября 2016 года Сандро Палаоро погиб в авиакатастрофе под Медельином вместе с практически всем составом и тренерским штабом «Шапекоэнсе», который летел на первый финальный матч Южноамериканского кубка с «Атлетико Насьоналем». Палаоро был похоронен «Жардин-ду-Эден» в Шапеко. Позже КОНМЕБОЛ присудила победу в турнире «Шапекоэнсе».

## Титулы в качестве президента «Шапекоэнсе»
- Чемпион штата Санта-Катарина (2): 2011, 2016
- Обладатель Южноамериканского кубка (1): 2016